# Marcelo Ezequiel Guaymás
Marcelo Ezequiel Guaymás (San Salvador de Jujuy, Jujuy, Argentina, 25 de febrero de 1985) es un exfutbolista argentino que jugaba como delantero.

## Trayectoria

### Atlético Rafaela
Guaymás debutó con la camiseta de Atlético Rafela en el 2005. Jugó en la crema hasta el 2006.

### Juventud Antoniana
Volvió al Noroeste Argentino en 2006, para unirse a Juventud Antoniana. Con el equipo salteño disputó una temporada.

### Atlético Tucumán
En el año 2007 viajó a San Miguel de Tucumán y se sumó a Atlético Tucumán. En el decano tuvo un breve paso.

### Central Norte
En el 2008 pasó a Central Norte. Donde jugó hasta mitad de año.

### Alvarado
A mediados del 2008 llegó a Alvarado. En el equipo marplatense tuvo un paso corto.

### San José
Tuvo su primera experiencia en el extranjero, cuando en 2009 se mudó a Bolivia y se sumó a San José. Jugó en el equipo de Oruro hasta el 2010.

### Altos Hornos Zapla
En el 2011 regresó a Argentina y se unió a Altos Hornos Zapla. Con el equipo merengue disputó la temporada 2011/12. Para la temporada 2014/15 volvió al club.

### Talleres de Perico
En 2012 pasó a Talleres de Perico. En el equipo periqueño jugó hasta el 2014.

## Clubes
| Club               | País      |
| ------------------ | --------- |
| Atlético Rafela    | Argentina |
| Juventud Antoniana | Argentina |
| Atlético Tucumán   | Argentina |
| Central Norte      | Argentina |
| Alvarado           | Argentina |
| San José           | Bolivia   |
| Altos Hornos Zapla | Argentina |
| Talleres de Perico | Argentina |